# Santa Cruz do Rio Pardo
Santa Cruz do Rio Pardo este un oraș în São Paulo (SP), Brazilia.